# Музыка к фильму
Музыка к фильму (англ. film score, букв. партитура к фильму), также киномузыка — название ряда композиций, написанных специально для музыкального сопровождения кинофильма; данные композиции являются частью саундтрека.
Обычно они пишутся одним композитором под руководством режиссёра и/или продюсера. Далее композиции исполняются оркестром, группой, инструментальными солистами, хором или певцами. Запись и последующее сведение этих исполнений производится звукорежиссёром.
Музыкальные композиции (в частности, песни) к фильму могут быть либо просто музыкальным сопровождением, либо непосредственной деталью сюжета (если персонажи фильма сами их исполняют или слушают соответствующую запись).
Изначально в терминологии кино индустрии звуковая дорожка (англ. sound track) означала аудиозапись к фильму. При создании фильмов диалоги, звуковые эффекты и музыка записываются отдельно и потом объединяются в одну общую запись, которая в те времена представляла дорожку на видеоплёнке.
Оригинальный саундтрек (англ. Original Soundtrack, сокращенно OST) — термин, появившийся в начале 1950-х, и обозначающий вид музыкального альбома. Изначально задуманные кинокомпаниями как рекламная уловка для новых фильмов, саундтреки назывались «музыка из оригинального саундтрека к фильму» (англ. music from the original motion picture soundtrack). Позже выражение сократилось до «оригинальный саундтрек к фильму» (англ. original motion picture soundtrack). Эти записи, как правило, были сделаны из музыкальной дорожки, так как представляли музыку без диалогов или звуковых эффектов.
В 1908 году Камиль Сен-Санс впервые написал музыку специально для фильма «Убийство герцога Гиза».
В 1946 году кинокомпанией MGM был снят мюзикл «Пока плывут облака», посвящённый биографии композитора «Бот Шоу» Джерома Керна. Саундтрек этого фильма впервые был выпущен как отдельный альбом — четыре 10-дюймовые 78 об/мин-пластинки. Только восемь произведений из фильма попало в альбом. Чтобы уместить песни на стороны пластинок, музыка была отредактирована. Это было сделано до появления магнитных лент, поэтому звукорежиссёру пришлось копировать отрывки с дисков, копировать эти отрывки с одного диска на другой, добавляя переходы и затухания, пока не будет сделано последнее сведение. Не стоит говорить, что качество таких записей оставляло желать лучшего.
В MGM Records назвали эти альбомы «альбомами оригинального состава». Они также ввели фразу «записано прямо со звуковой дорожки». С годами термин «саундтрек» стал повсеместно употребляем к каждой записи из фильма, неважно, являлась ли эта запись взятой из фильма, или перезаписанной в студии.
Большинство саундтреков к фильмам издаются после того, как фильмы заканчивают свои показы в кинотеатрах.
Музыка из фильмов стала популярна лишь в эру долгоиграющих пластинок. Саундтрек Алекса Норта для фильма «Трамвай „Желание“» (1951) был выпущен на 10-дюймовой пластинке фирмой Capitol Records и продавался так хорошо, что фирма переиздала его на 12-дюймовой пластинке, с некоторой музыкой Макса Стайнера на другой стороне.
Первым композитором, музыка из саундтрека которого обрела массовую популярность, стал Генри Манчини, получивший «Эмми» и две «Грэмми» за музыку к сериалу «Питер Ганн».
Саундтрек Стайнера к фильму «Унесённые ветром» записывался много раз, но затем фильм был перевыпущен в 1967 году, и MGM Records в конце концов выпустила альбом, записанный прямо со звуковой дорожки. Как и перевыпуск фильма в 1967 году, эта версия саундтрека была искусственно «доработана для стерео». В наше время Rhino Records выпустила саундтрек из «Унесённых ветром» на 2 CD с оригинальным монозвуком.
Один из самых продаваемых саундтреков к фильмам был саундтрек Джона Уильямса к фильму «Звёздные войны».
Есть некоторые исключения, в которых в саундтрек включена и дорожка диалога. Фильм Франко Дзеффирелли 1968 года «Ромео и Джульетта» (1968) был выпущен на 4 пластинках, как одна пластинка с музыкой и диалогами, и как альбом, содержащий только музыку. Саундтрек к фильму «Кто боится Вирджинии Вулф?» (1966) был выпущен Warner Bros Records в виде двух пластинок, RCA Victor также выпустила две пластинки со всеми диалогами из фильма «Человек на все времена» (1966).
Среди композиторов, писавших и пишущих такую музыку: Алексей Рыбников, Александр Зацепин, Эдуард и Артемий Артемьевы, Исаак и Максим Дунаевские, Геннадий Гладков, Андрей Петров, Микаэл Таривердиев, Игорь Корнелюк, Евгений Крылатов, Александр Пантыкин, Владимир Дашкевич, Евгений Дога, Юрий Чернавский, Мишель Легран, Франсис Лэй, Нино Рота, Эннио Морриконе, Филип Гласс, Ханс Циммер, Владимир Косма, Ян Тирсен, Томас Ньюман, Ховард Шор, Джон Уильямс, Алан Сильвестри, Габриэль Яред, Джеймс Ньютон Ховард, Джеймс Хорнер, Клинт Мэнселл, Николас Брителл, Збигнев Прейснер, Людвиг Йоранссон.